# Ubuntu JeOS
Ubuntu JeOS (Just Enough Operating System, pronunciado "juice", "zumo" en inglés) es una variante oficial de Ubuntu Server, configurada para la virtualización (Máquinas virtuales), y de esta manera, el uso en entornos virtuales. Está disponible actualmente sólo para la arquitectura de procesador x86 de 32 bits.
Fue creada con la colaboración de VMware, y además de poder ser utilizada en PC también puede usarse en servidores.
Ubuntu JeOS ha sido ajustada para aprovechar el rendimiento de las últimas tecnologías de virtualización de los productos de VMware.

## Algunas características
- Tamaño: 100 Mb, en formato de imagen ISO
- Optimizada por VMware ESX, VMware Server
- Procesador: Arquitecturax86 Intel o AMD
- RAM óptima: Memoria mímina recomendada de 128 Mb
- No posee un entorno gráfico precargado.
- Se necesitan conocimientos básicos de administración en Linux, y dpkg y aptitude recomendados para comenzar a construir su propia aplicación.